# 内田理央のレコメン!FRIDAY
『内田理央のレコメン!FRIDAY』（うちだりおのレコメン フライデー）は、文化放送で2022年9月30日から2024年3月29日まで放送されていたラジオの生ワイド番組である。

## 概要
この番組では、文化放送で月曜から木曜に放送されている『レコメン!』の金曜版として、パーソナリティを務める内田理央が、芸能活動に加え、プライベートなどの近況をフリートークで送るほか、文化放送の強みである「アニメ」「マンガ」についてリスナーに対して、伝えて、共有していくもの。
この番組について内田は、「ラジオは普段から聴いていて好きなので、とても嬉しかったです。私に務まるのかという不安はありました。2時間生放送は初めてなので、すごい大役だと思って。今からすごくドキドキしています。最近は忙しさもあり、脱ヲタ気味だったので、オタクの気持ちをこの番組で取り戻せたらなと思います」と意気込みを話した。
なお、番組的には前述の通り『レコメン!』の金曜版であるため、文化放送公式サイトの番組表でも「I&C」系番組としての扱いとなっているが、番組の性質から「文化放送A&Gゾーン」に属するアニラジ番組としても扱われることがあり、番組レポートなどもA&Gサイトに記事が掲載されている。
また、2023年3月31日放送分までは、放送翌週の水曜日に文化放送の公式YouTubeチャンネルにて、一部切り抜いた音声がアーカイブとして公開されていた。
2023年9月22日の放送で放送開始からサブパーソナリティを務めた松澤千晶が9月29日の放送をもって卒業することが発表された。10月6日からは後任として、同年3月17日放送回で松澤の代理を務めた森遥香が就任した。
2024年3月29日の放送をもって終了し、1年半の歴史に幕を下ろした。なお、この日はナイター中継延長のため21時20分から23時までの放送だった。放送回数は全77回だった。
同年4月5日からの次番組は21時から22時半までにおいては『レコメン!A』、22時半から23時までにおいては『スギ薬局presents小野賢章のビビビ!』へ引き継がれた。

## 放送時間
- 毎週金曜 21:00 - 23:00
- ナイターシーズンは『文化放送ライオンズナイター』の中継が延長した場合、最大で21:30開始に変更[5]。10分刻みで放送時間縮小となっていた。
- 2023年5月5日の放送は内田・松澤のスケジュールの都合上、事前収録による放送かつ、21:30開始の短縮放送に変更になった[6][7]。

## 出演者

### パーソナリティ
- 内田理央

### サブパーソナリティ
- 松澤千晶 2022年9月30日 - 2023年9月29日
- 森遥香 2023年10月6日 - 2024年3月29日

## タイムテーブル
- 21:00 - オープニングトーク
- 21時台はフリートーク、下述のコーナー、リスナーからのメッセージやツイートの紹介を中心に展開。ゲストが出演することもあった。
- 22:14 - この時間よりゲストを招いて、その週の特集を放送した。
- 22:55 - エンディング

### 主なコーナー
ヲタクあるある川柳
ヲタク活動（ヲタ活）でのあるあるネタの川柳を募集していた。
だーりお、勝手に声優への道！
声の仕事にチャレンジしたい内田に言ってもらいたい台詞を募集し、内田が実際に演じてみる。この時の音声は番組のジングルとして用いられていた。
松澤さん！聞いてください！→森さん！聞いてください！
2023年1月開始、同年10月にリニューアル。内田が松澤や森に聴いて欲しい話をする。事実上フリートークの延長線上にあるコーナー。
頑張れ！内田米パワー！
2023年7月開始。悩み相談や愚痴を募集し、それに対して内田がお米を食べながら、元気のないリスナーにパワーを贈る。
これってゾンビですか？
2023年7月開始。リスナーが普段の生活の中で出会ってしまったゾンビの情報を募集し、パーソナリティ2人が判定した。
投稿サウナ
2023年11月開始。内田が好きなサウナの高低差にちなみ、普段の生活に潜む高低差を募集し、内田がととのうか否かを判定した。
もっと教えて！プロフィール！
2023年11月開始。公式サイトに設置された「レコメン！リスナープロフィール帳」のフォームからの投稿で希望したリスナーと生放送中に電話を繋ぎトークしていた。
レコフルアニソンリクエスト
2023年11月開始。アニメソングのリクエストコーナー。フルでかけてほしい楽曲とその理由や曲にまつわるエピソードを募集していた。

### 過去のコーナー・内包番組
黎の軌跡 presents ヴァンさん、ラジオの時間ですよ！
2022年9月以前は元々独立した番組として放送していたが、本番組開始にあたり22時40分開始の内包番組かつ時間を拡大してリニューアル。2023年3月24日をもって『週刊ファルコムラジオ』へのリニューアルに伴い終了した。
クイズ！このポーズは何でしょう？
2023年1月 - 3月に実施。番組放送前に漫画コミックスの表紙のポーズを再現した写真を撮影しTwitter公式アカウントに公開、それをリスナーに作品名と巻数を予想してもらう。正解は翌日Twitterで発表していた。
パシって！〇〇さ〜ん！
2023年1月開始。内田と松澤でゲームを行い、負けた方が使いっパシリを頼まれる。数回やってフェードアウトした。
瞬間、答え、重ねないで！
2023年1月開始、同年9月終了。出題された問題の選択肢を内田と松澤で不一致になるように選ぶ。
週刊ファルコムラジオ
2023年4月開始し同年9月終了した。
チャリレンジャー
2023年4月開始。内田が小学校の頃に思いついた架空の戦隊作品『チャリレンジャー』について、その設定をリスナーから募集していた。放送時間の都合上自然消滅した。
僕たち内田防衛軍！
2023年7月開始し同年9月第1期終了した。リスナーが内田を隊長とする防衛軍の隊員になり、何でも無い日常など普段の生活で行っている防衛活動を報告していた。

## 放送リスト
| 回 | 放送日   | ゲスト                        | ゲスト           | 備考                                                                         |
| 回 | 放送日   | 21時台                        | 22時台           | 備考                                                                         |
| -- | -------- | ----------------------------- | ---------------- | ---------------------------------------------------------------------------- |
| 1  | 9月30日  | -                             | ファイルーズあい | 第1回。                                                                      |
| 2  | 10月7日  | -                             | 江口拓也         |                                                                              |
| 3  | 10月14日 | Liyuu                         | 大原優乃         |                                                                              |
| 4  | 10月21日 | 上坂すみれ                    | アンジェラ芽衣   |                                                                              |
| 5  | 10月28日 | 藍井エイル                    | 天津・向         |                                                                              |
| 6  | 11月4日  | 永塚拓馬                      | 瀬口黎弥         |                                                                              |
| 7  | 11月11日 | 入野自由                      | SennaRin         | yamaの楽曲「色彩」にちなみ、「みんなの色彩選手権！」を実施。                 |
| 8  | 11月18日 | 秋山黄色                      | THE BEAT GARDEN  |                                                                              |
| 9  | 11月25日 | TRUE                          | yama             | 2週にわたりミニコーナー「THE BEAT GARDENのビートークガーデン」を放送。       |
| 10 | 12月2日  | -                             | 千本木彩花       | 12月限定の内包番組として「岡本信彦 あなたとデュオタイム」を4週にわたり放送。 |
| 11 | 12月9日  | MADKID（YOU-TA、YUKI）        | 森本サイダー     | 12月限定の内包番組として「岡本信彦 あなたとデュオタイム」を4週にわたり放送。 |
| 12 | 12月16日 | 野中美希（モーニング娘。'22） | 上田麗奈         | 12月限定の内包番組として「岡本信彦 あなたとデュオタイム」を4週にわたり放送。 |
| 13 | 12月23日 | -                             | 生駒里奈         | 12月限定の内包番組として「岡本信彦 あなたとデュオタイム」を4週にわたり放送。 |
| 14 | 12月30日 | -                             | -                | 事前収録による放送。                                                         |

| 回                                                                          | 放送日   | ゲスト                                                          | ゲスト                                           | 備考 |
| 回                                                                          | 放送日   | 21時台                                                          | 22時台                                           | 備考 |
| --------------------------------------------------------------------------- | -------- | --------------------------------------------------------------- | ------------------------------------------------ | --- |
| 15                                                                          | 1月6日   | 大橋彩香                                                        | 花澤香菜                                         | |
| 16                                                                          | 1月13日  | 田所あずさ                                                      | angela                                           | |
| 17                                                                          | 1月20日  | -                                                               | 南條愛乃                                         | |
| 18                                                                          | 1月27日  | 大西亜玖璃、指出毬亜                                            | TOOBOE                                           | この回では構成変更に伴いゲストの登場順を入れ替えた。                                                                   |
| 19                                                                          | 2月3日   | 天津・向                                                        | 天津・向                                         | |
| 20                                                                          | 2月10日  | ハンブレッダーズ（ムツムロアキラ、木島）                        | 諸星すみれ                                       | |
| 21                                                                          | 2月17日  | ゆいにしお                                                      | ゆいにしお                                       | スペシャルウィークの企画として「みんなのヒゲダン選手権」も開催。                                                       |
| 22                                                                          | 2月24日  | 斉藤朱夏                                                        | 小関裕太                                         | |
| 23                                                                          | 3月3日   | -                                                               | ももすももす                                     | |
| 24                                                                          | 3月10日  | 青山吉能                                                        | DIALOGUE+（宮原颯希、村上まなつ）                | |
| 25                                                                          | 3月17日  | 伊東健人                                                        | JAXX/JAXX（masa、馬越琢己）                      | 松澤が体調不良のため休演、森遥香が代理出演。                                                                           |
| 26                                                                          | 3月24日  | 秦基博                                                          | 千本木彩花                                       | |
| 27                                                                          | 3月31日  | -                                                               | 近藤玲奈                                         | |
| 28                                                                          | 4月7日   | -                                                               | 寺島拓篤                                         | |
| 29                                                                          | 4月14日  | -                                                               | 鈴木愛奈                                         | |
| 30                                                                          | 4月21日  | -                                                               | 三森すずこ                                       | |
| 31                                                                          | 4月28日  | -                                                               | 天津・向                                         | |
| 32                                                                          | 5月5日   | -                                                               | -                                                | 事前収録による放送。                                                                                                   |
| 33                                                                          | 5月12日  | -                                                               | 山本彩                                           | |
| 34                                                                          | 5月19日  | -                                                               | 鈴村健一                                         | |
| 35                                                                          | 5月26日  | -                                                               | 早見沙織                                         | |
| 36                                                                          | 6月2日   | -                                                               | 来栖りん                                         | 『レコメン!』との共同で「モヤモヤスッキリウィーク」を実施、本番組では「モヤモヤ選手権」を開催。                        |
| 37                                                                          | 6月9日   | -                                                               | 福圓美里、伊藤静                                 | |
| 38                                                                          | 6月16日  | -                                                               | 今江大地                                         | |
| 39                                                                          | 6月23日  | -                                                               | 大西亜玖璃、林鼓子、矢野妃菜喜                   | |
| 40                                                                          | 6月30日  | -                                                               | 米村姫良々（OCHA NORMA）                         | |
| 41                                                                          | 7月7日   | -                                                               | 岬なこ                                           | |
| 42                                                                          | 7月14日  | -                                                               | 坂口有望                                         | |
| 43                                                                          | 7月21日  | -                                                               | 天津・向                                         | |
| 44                                                                          | 7月28日  | -                                                               | 愛美                                             | |
| 45                                                                          | 8月4日   | -                                                               | 上遠野太洸                                       | 8月限定の内包番組として「前田佳織里のミルラジ！」を4週にわたり放送。                                                   |
| 46                                                                          | 8月11日  | -                                                               | 石原夏織                                         | 8月限定の内包番組として「前田佳織里のミルラジ！」を4週にわたり放送。                                                   |
| 47                                                                          | 8月18日  | -                                                               | 桃戸もも                                         | 8月限定の内包番組として「前田佳織里のミルラジ！」を4週にわたり放送。                                                   |
| 48                                                                          | 8月25日  | -                                                               | WOLF HOWL HARMONY（SUZUKI、GHEE）                | 8月限定の内包番組として「前田佳織里のミルラジ！」を4週にわたり放送。                                                   |
| 49                                                                          | 9月1日   | -                                                               | 後藤真希                                         | |
| 9月8日は『レコメン！FRIDAY 渡邉美穂の「私、天才ですから」』放送のため休止。 |          |                                                                 |                                                  | |
| 50                                                                          | 9月15日  | -                                                               | フィロソフィーのダンス（奥津マリリ、佐藤まりあ） | |
| 51                                                                          | 9月22日  | -                                                               | 水瀬いのり                                       | |
| 52                                                                          | 9月29日  | -                                                               | 悠木碧                                           | |
| 53                                                                          | 10月6日  | -                                                               | オーイシマサヨシ                                 | 10月限定の内包番組として「梶裕貴と内田理央の進撃のからだすこやか茶ダブル〜♪」を放送。                                  |
| 54                                                                          | 10月13日 | -                                                               | サンドリオン（黒木ほの香、汐入あすか）           | 10月限定の内包番組として「梶裕貴と内田理央の進撃のからだすこやか茶ダブル〜♪」を放送。                                  |
| 55                                                                          | 10月20日 | -                                                               | おかずクラブ                                     | 10月限定の内包番組として「梶裕貴と内田理央の進撃のからだすこやか茶ダブル〜♪」を放送。                                  |
| 56                                                                          | 10月27日 | 甲斐彩加 みたらし祭り（りゅうせい、ゴッチス）、おーしゃんず江口 | 天津・向                                         | 10月限定の内包番組として「梶裕貴と内田理央の進撃のからだすこやか茶ダブル〜♪」を放送。                                  |
| 57                                                                          | 11月3日  | -                                                               | 岡咲美保                                         | |
| 58                                                                          | 11月10日 | -                                                               | ASCA                                             | |
| 59                                                                          | 11月17日 | -                                                               | 花澤香菜                                         | |
| 60                                                                          | 11月24日 | -                                                               | 東山奈央                                         | |
| 61                                                                          | 12月1日  | -                                                               | 畠中祐                                           | |
| 62                                                                          | 12月8日  | -                                                               | 稲場愛香                                         | 当初宮本佳林のゲスト出演が予定されていたが、宮本がインフルエンザに感染し休演したのに伴い、代わりとして稲場が出演した。 |
| 63                                                                          | 12月15日 | KID PHENOMEN（川口蒼真、鈴木瑠偉）                              | -                                                | |
| 64                                                                          | 12月23日 | -                                                               | KEIGO（FLOW）                                    | |
| 12月29日は『踊る！ミキの深夜でんぱスペシャル！』放送のため休止。            |          |                                                                 |                                                  | |

| 回 | 放送日  | ゲスト   | ゲスト                               | 備考     |
| 回 | 放送日  | 21時台   | 22時台                               | 備考     |
| -- | ------- | -------- | ------------------------------------ | -------- |
| 65 | 1月5日  | -        | -                                    |          |
| 66 | 1月12日 | -        | 伊東健人                             |          |
| 67 | 1月19日 | -        | OCHA NORMA（斉藤円香、窪田七海）     |          |
| 68 | 1月26日 | -        | 天津向                               |          |
| 69 | 2月2日  | -        | スキマスイッチ                       |          |
| 70 | 2月9日  | -        | 上坂すみれ                           |          |
| 71 | 2月16日 | -        | WOLF HOWL HARMONY（SUZUKI、GHEE）    |          |
| 72 | 2月23日 | -        | 三田麻央                             |          |
| 73 | 3月1日  | -        | 真山りか（私立恵比寿中学）           |          |
| 74 | 3月8日  | -        | 山本彩                               |          |
| 75 | 3月15日 | -        | 宇垣美里                             |          |
| 76 | 3月22日 | 蒼井翔太 | 花澤香菜                             |          |
| 77 | 3月29日 | -        | サンシャイン池崎、天津・向(電話出演) | 最終回。 |